# 立山律子
立山 律子（たてやま りつこ、1969年4月27日 - ）は福岡県で活動するディスクジョッキー。福岡県北九州市出身。血液型A型。

## 略歴
- 1992年に北九州大学外国語学部を卒業。その後はコンピュータ会社でプログラマとして働いていた。
- 友人と同伴で受験したCROSS FMのオーディションで合格し、1994年よりナビゲーター（DJ）を務めている。
- 2000年4月からの1年間は「ROLLING SATURDAY」「MODERATO SUNDAY」などでディレクションを担当し、翌年4月からの「X FUTURE RADIO ON SATURDAY」「X FUTURE RADIO ON SUNDAY」（注：「X」は「CROSS」と読む）では番組構成からディレクション、喋りまでも一手にこなすワンマンDJスタイルの番組を担当。その後も「CROSS RADIO 10」「AIR MAGAZINE」「CROSS SATURDAY MORNING」をワンマンDJスタイルでオンエア。
- また、2000年10月より毎週金曜日（2007年からは毎週火曜日）に熊本へ遠征して、エフエム熊本でもワイド番組を担当していた。
- 2008年10月からは「green life」を担当。

## 人物
- 現在担当している「green life」に至るまで、途中空白期間こそあるものの主にウィークデー正午前後の番組を担当している。
- 福岡ではラジオDJだけでなく、不定期ではあるがテレビ番組のレギュラーやCM出演があり、またデビュー当初より局の宣材写真で顔出しをしている。しかし、エフエム熊本ではプロフィールにイラストを使用し（このイラストをモチーフにした人形まで存在する）、顔出しをしていない。

## 現在の担当番組

### CROSS FM
- DAY+（2014年4月1日 - ）
北九州（本社）スタジオからの放送。
- Fukuoka TOYOTA F SESSION（indigo blue内）

### 福岡放送
- こちら 北九編集部!“天の声”（2014・15年度。北九州市の市政広報番組）

## テレビ

### CM
- 田園興産「ロイヤル」マンションシリーズ

## 過去の担当番組

### CROSS FM
- SOUND LOGIC
- CROSS TODAY
- DAYLIGHT DRIVIN' （1997年4月 - 2000年3月）
- SPICE WITH JAZZ （ - 2000年3月）
- JEEPERS-CREEPERS! （1998年4月 - 1998年10月）
- CROSS GO!GO! FRID@Y （2000年4月 - 2001年9月）
- MOONY NOON （2000年10月 - 2001年4月）
- X FUTURE RADIO ON SATURDAY （2001年4月 - 2002年3月）
- X FUTURE RADIO ON SUNDAY （2001年4月 - 2002年3月）
- CROSS RADIO 10 （2002年4月 - 2003年3月）
- CROSS AFTERNOON SHOW RADIO GOO （2003年4月 - 2004年3月）
- CROSS MORNING SHOW AIR MAGAZINE / AIR MAGAZINE （2004年4月 - 2006年3月）
- CROSS SATURDAY MORNING（2003年4月 - 2008年9月）
- CROSS POWER CAST（2006年4月 - 2008年9月）
- weekend buzz（2008年10月4日 - 2010年3月27日）
- weekend buzz（2008年10月4日 - 2010年3月27日）
- green life（2008年10月1日 - 2014年3月31日）

### エフエム熊本
- Frid@y Style(2001年）
- Groovy Friday
- 女王様のお裁き
- FMKパンゲア! - 2008年9月30日をもって卒業※番組は継続中
- らくのうマザーズミルキースクエア

### テレビ
- LIVE AtoZ（TVQ九州放送、YUYAとともにMC担当）